# Astyanax fasciatus
O Astyanax fasciatus, popularmente chamado de Piaba-do-rabo-vermelho, é uma espécie de peixe que habita a bacia do rio São Francisco. Foi classificada por Georges Cuvier em 1819.

## Sinônimos
Possui os seguintes sinônimos, sendo válido apenas Psalidodon fasciatus (Cuvier, 1819):
- Tetragonopterus rutilus Jenyns, 1842
- Tetragonopterus viejita Valenciennes, 1850
- Salmo lambari Natterer, 1859
- Tetragonopterus panamensis Günther, 1864
- Tetragonopterus humilis Günther, 1864
- Tetragonopterus microphthalmus Günther, 1864
- Tetragonopterus finitimus Bocourt, 1868
- Tetragonopterus belizianus Bocourt, 1868
- Tetragonopterus cobanensis Bocourt, 1868
- Tetragonopterus oaxacanensis Bocourt, 1868
- Astyanax carolinae Gill, 1870
- Tetragonopterus oerstedii Lütken, 1875[4]
- Tetragonopterus cuvieri Lütken, 1875[5]
- Astyanax albeolus Eigenmann, 1908
- Tetragonopterus macrophthalmus Regan, 1908
- Astyanax regani Meek, 1909
- Astyanax grandis Meek & Hildebrand, 1912
- Astyanax heterurus Eigenmann & Wilson, 1914
- Astyanax hanstroemi Dahl, 1943